# Enrico Bompiani
Enrico Bompiani (n. 12 februarie 1889, Roma, Regatul Italiei – d. 22 septembrie 1975, Roma, Italia) a fost un matematician italian.
A fost membru de onoare al Academiei Române (din 1936) și a altor foruri științifice din Liège, Viena, Bruxelles și unul dintre fondatorii Uniunii Internaționale de Matematică.

## Biografie
A fost profesor la Universitatea din Roma, vicepreședinte la Accademia dei Lincei și doctor în matematici pure.
Activitatea sa științifică a vizat cu precădere stabilirea bazelor geometriei diferențiale.
De asemenea, s-a ocupat de studiul rețelelor conjugate pe o suprafață într-un spațiu proiectiv.
În 1936, a elaborat rezultate noi în domeniul geometriei proiective, iar în 1936 proprietățile suprafeței lui Veronese.
Descoperirile lui Bompiani au constituit o preocupare pentru matematicienii români: Froim Marcus, Constantin P. Bogdan, I. Creangă, Ilie Popa.
În 1936, Bompiani a vizitat România, prilej cu care a susținut o serie de conferințe.